# Tatsuhiko Shibusawa
Pour les articles homonymes, voir Shibusawa.
Tatsuhiko Shibusawa (澁澤 龍彦, Shibusawa Tatsuhiko), né le 8 mai 1928 à Tokyo et mort le  5 août 1987 à Kamakura, est le nom de plume de Tatsuo Shibusawa (澁澤 龍雄, Shibusawa Tatsuo), romancier, critique d'art et traducteur japonais de littérature française. Il est l'auteur de nombreuses nouvelles et romans basés sur la littérature française et les classiques japonais. Ses essais consacrés à la magie noire, à la démonologie et à l'érotisme sont également populaires au Japon.

## Jeunesse
Tatsuhiko Shibusawa naît dans le quartier aisé de Takanawa, à Tokyo, au Japon. Son père est banquier, et sa mère fille d'un industriel et homme politique. Il est lointainement lié au renommé Shibusawa Eiichi. À l'époque où il fréquente le lycée durant la Seconde Guerre mondiale, il veut être ingénieur aéronautique. Cependant, les possibilités de carrière dans ce domaine disparaissent avec la défaite du Japon à l'issue de la guerre, et Shibusawa reçoit notamment de médiocres notes en allemand, qui est largement utilisé en génie à l'époque. Il se tourne alors vers l'étude du français.
En 1950, après avoir travaillé en tant que rédacteur à la revue Nihon moderne auprès de Junnosuke Yoshiyuki pendant deux ans (parmi les auteurs qu'il édite se trouve Jūran Hisao), Shibusawa entre à l'école de littérature française de l'université de Tokyo, où il adhère avec enthousiasme au surréalisme, apparu en France après la Première Guerre mondiale. Il est particulièrement attiré par André Breton, ce qui l'amène à faire connaissance avec les œuvres du Marquis de Sade.
Bien que titulaire d'une maîtrise à l'université de Tokyo, Shibusawa doit abandonner son projet de devenir professeur en raison de la tuberculose, et commence une carrière d'auteur indépendant à la place. Il déménage de Tokyo pour la station touristique de Kamakura, préfecture de Kanagawa, en 1946, en raison de la réputation de la ville d'avoir un climat sain pour les troubles pulmonaires, et continue à y vivre jusqu'à sa mort.
Avec la publication de son premier ouvrage, une traduction de Le Grand Écart (大跨びらき) de Jean Cocteau en 1954, Shibusawa commence un travail d'introduction de la littérature française auprès des lecteurs japonais. Après la mort de son père, il fait face à des difficultés financières et obtient un emploi à temps partiel auprès de la maison d'édition Iwanami Shoten où il rencontre sa future épouse, Sumiko Yagawa, elle aussi auteure et traductrice. Durant cette période, il flirte également brièvement avec la politique, en manifestant son soutien au parti communiste japonais à une élection pour la mairie de Miura, préfecture de Kanagawa, par sa participation à des rassemblements politiques, la distribution de dépliants et ses moqueries du candidat de l'opposition.

## Carrière littéraire
En 1959, Shibusawa publie Akutoku no sakae (悪徳の栄え), traduction de Histoire de Juliette, ou les Prospérités du vice du marquis de Sade. L'ouvrage fait immédiatement scandale, et en 1960, lui et Kyōji Ishii (石井 恭二, Ishii Kyōji), son éditeur, sont condamnés pour obscénité publique. Pendant le procès, appelé le « procès Sade » (サド裁判) au Japon, Kenzaburō Ōe, Shūsaku Endō, Shōhei Ōoka et de nombreux autres écrivains témoignent en faveur de la défense. Cependant, en 1969, dans une importante décision, la Cour suprême du Japon juge que Shibusawa et Ishii sont coupables. Condamné à une amende 70 000 yen (un peu moins de deux cents dollars à l'époque), il est particulièrement indigné par l'insignifiance de la somme, étant donné les neuf années que le procès a occupé dans sa vie.
Bien qu'abattu, Shibusawa ne se décourage pas et continue à écrire des ouvrages sur l'érotisme et à traduire les œuvres de Sade, ainsi que d'autres auteurs français. Il produit également des essais et de la critique d'art, et devient un spécialiste de l'étude de la démonologie médiévale.
Il contribue aussi à faire connaître au Japon Georges Bataille, dont il signe, pour la publication des Œuvres par les éditions Futami shobô (quinze volumes de 1969-1975), une deuxième traduction en japonais de L'Érotisme, « laquelle, très remarquée par sa grande lisibilité et son élégance stylistique, devait contribuer beaucoup à la renommée de Bataille au Japon. »
En septembre 1970, Shibusawa fait son premier voyage à l'étranger, en Europe. Son ami proche Mishima Yukio l'accompagne à l'aéroport d'Haneda. Madame de Sade de Mishima (1965) est entièrement basé sur La vie du Marquis de Sade (サド侯爵の生涯, 1964) de Shibusawa ; mais on sait aussi aujourd'hui que Shibusawa a lui-même puisé en grande partie son œuvre dans la Vie du Marquis de Sade de Gilbert Lely (1961). Dans Le Temple de l'aube (1969), Mishima crée Yasushi Imanishi (今西 康, Imanishi Yasushi) basé sur la personnalité de Shibusawa.
En 1981, il publie un roman de fantasy intitulé Karakusa Monogatari (« Histoire de Karakusa »). Ses autres romans de fantasy comprennent notamment Utsuro-bune (« Navire creux  ») et Takaoka Shinno Kokai-ki (« Les Voyages du prince Takaoka »).
Shibusawa meurt d'une rupture d'anévrisme dans l'artère carotide pendant qu'il est hospitalisé pour un cancer du larynx en 1987. Sa tombe se trouve au Jōchi-ji à Kamakura.

## Œuvres principales
- The Song of the Eradication (撲滅の賦?)
- The Rib of Epicurus (エピクロスの肋骨?)
- Cynopolis (犬狼都市?)
- Arabesque stories (唐草物語?)
- Le Voyage sur les mers du prince Takaoka, Actes Sud, coll. « Exofictions », 2022 ((ja) 高丘親王航海記, 1987), trad. Patrick Honnoré, 240 p.  (ISBN 978-2-330-16906-0)